# یو بیونگ جه
یو بیونگ جه (انگلیسی: Yoo Byung-jae؛ زادهٔ ۶ مهٔ ۱۹۸۸) کمدین، نویسنده، فیلم‌نامه‌نویس، و بازیگر تلویزیون اهل کره جنوبی است. وی از سال ۲۰۱۱ میلادی تاکنون مشغول فعالیت بوده‌است.